# Bronisław Leśniak
Bronisław Piotr Leśniak (ur. 26 lipca 1939 w Szczepanowicach, zm. 13 września 1989 w Chicago) – polski piłkarz występujący na pozycji bramkarza.
Z zawodu ślusarz i mechanik, był wychowankiem Tarnovii Tarnów, w której występował do 1956 roku. Następnie przeszedł do Wisły Kraków, gdzie rozegrał 8 sezonów w I lidze. W latach 1966–1967 reprezentował barwy Unii Racibórz, a po emigracji do Stanów Zjednoczonych trafił do Chicago Mustangs, gdzie rozegrał dwa spotkania w North American Soccer League. Później występował jeszcze w Chicago Eagles oraz w Błyskawicy Chicago. W trakcie swej kariery grał także w reprezentacjach juniorskich Polski. Z powodu wady wzroku występował w szkłach kontaktowych.